# Sørsdal Knoll
Der Sørsdal Knoll ist ein 82,1 m hoher Hügel an der Ingrid-Christensen-Küste des ostantarktischen Prinzessin-Elisabeth-Land. In den Vestfoldbergen ragt er am Rand des Sørsdal-Gletschers in der Umgebung des Tarbuck Crag und des Boulder Hill auf.
Australische Wissenschaftler errichteten hier im Januar 1979 eine Vermessungsstation. Benannt ist der Hügel seit 1983 in Anlehnung an die Benennung des benachbarten Gletschers. Dessen Namensgeber ist Leif Sørsdal, ein norwegischer Zahnarzt und Besatzungsmitglied der Thorshavn bei der vom norwegischen Walfangunternehmer Lars Christensen finanzierten vierten Fahrt des Schiffs in die Antarktis (1934–1935). 